# Immenbeck
Immenbeck (niederdeutsch Imbeek) ist eine innerhalb der niedersächsischen Stadt Buxtehude südöstlich gelegene Ortschaft. Bis 1972 war Immenbeck eine  eigenständige Gemeinde.

## Etymologie
Bei der ersten Erwähnung 1196 hieß der Ort Ennenbike, benannt nach dem durch das Dorf fließenden Bach. Bei Ennenbike handelt es sich um einen alteuropäischen Flussnamen, der etwa zwischen 1000 und 500 v. Chr. geprägt wurde. Bike bedeutet Bach und Ennen die Bewegung des fließenden Wassers.

## Beschreibung
In der Gründungsurkunde von 1196 des Klosters Buxtehude wird der Ort erstmals erwähnt. Dem Kloster zufolge gab es damals elf Bauernhöfe. Vier der Höfe gehören zu einem Haupthof, welcher von einem Wall umgeben ist und somit ein alter Adelssitz gewesen sein könnte. Bei der Erschließung eines Neubaugebietes im Jahre 2000 wurde das Sächsische Gräberfeld bei Immenbeck entdeckt. Die Ausgrabung endete 2004.
Im Jahre 1664 gab es drei Vollhöfner, drei Großkötner und vier Kleinkötner in Immenbeck. Zum ersten Mal wurde eine Schule erwähnt. Sie wurde von den Kindern aus Immenbeck, Ketzendorf und Ovelgönne benutzt.
Immenbeck wurde mit dem Gebietsänderungsvertrag, der am 14. Juni 1972 zwischen der Stadt Buxtehude und der Gemeinde Immenbeck geschlossen und am 20. Juni 1972 vom Regierungspräsidenten in Stade genehmigt wurde, am 1. Juli 1972 in die Stadt Buxtehude eingegliedert. Immenbeck gehörte vorher zum Landkreis Harburg.
Immenbeck hat ein eigenes Fußballspielfeld, eine Golf- sowie eine Tennisanlage.